# Riyad Farid Hijab
Riyad Farid Hijab (in arabo الدكتور رياض فريد حجاب; Deir el-Zor, 1966) è un politico siriano.

## Biografia
Dal giugno all'agosto 2012 è stato Primo ministro della Siria. Dopo meno di due mesi dal suo insediamento ha deciso di disertare l'incarico per ripararsi in Giordania nel bel mezzo della guerra civile.
Dall'aprile 2011 all'agosto 2012 inoltre è stato Ministro dell'agricoltura e delle riforme agrarie. 
È islamico sunnita e fino all'agosto 2012 faceva parte del partito Ba'ath.